# Little Stranger Inc.
A Little Stranger Inc. é uma distribuidora de DVDs e produtora de televisão dos Estados Unidos. Ela trabalha com muitas séries de televisão como 30 Rock.